# Gmina Prebold
Prebold – gmina w Słowenii. W 2002 roku liczyła 4500 mieszkańców.

## Miejscowości
Miejscowości wchodzące w skład gminy Prebold:
- Dolenja vas
- Kaplja vas
- Latkova vas
- Marija Reka
- Matke
- Prebold – siedziba gminy
- Sveti Lovrenc
- Šešče pri Preboldu